# Emil Nikkhah
Emil Nikkhah, född 1973, är en svensk TV-journalist, redigerare, programledare och producent.
Han har arbetat på Dabrowski TV, EFTI, UR och SVT.
Han har varit nominerad till TV-priset Kristallen  två gånger, första gången som programledare med programmet Drömsamhället och andra gången som producent med programmet Garage, Älska Film. Han har också varit nominerad till Ikarospriset med programmet Drömsamhället. Vidare är han grundaren till ScriptMe.io. ScriptMe är en AI tjänst som transkriberar ljud och video till text och producerar automatiska undertexter.